# ابن مكنسة الإسكندراني
أبو طاهر إسماعيل بن محمد الإسكندراني (؟؟؟ - 510 هـ / 1116-1117م) ويُلقَّب بابن مكنسة، شاعر مصري عاش بين القرنين الخامس والسادس الهجريين.

## سيرته
كان ابن مكنسة مُقرَّباً من أحد رجال الدولة الفاطمية، يتكسَّب من مديحه، وهو جامع ضرائب مسيحيّ اسمه أبو مليح. فلمَّا تُوفِّي أبو مليح رثاه بقصيدة هي أشهر قصائده، وتقرَّب بعد ذلك من الأفضل بن بدر الجمالي، الذي تولى منصب الوزارة بعد وفاة أبيه، غير أنَّ الأفضل رفضه لمَّا رأى أنَّ شعره في أبي مليح أحسن من القصائد التي يمتدحه فيها. ووجد ابن مكنسة ترحيباً من عز الدولة بن فائق، وهو من موالي الدولة الفاطميَّة، فتكفَّل به. تُوفِّي ابن مكنسة الاسكندراني في سنة 510هـ بعد أن عمَّر عمراً طويلاً.